# Дискография группы «Кипелов»
«Кипелов» — российская рок-группа под руководством Валерия Кипелова, основанная в 2002 году. На счету коллектива 3 студийных, 2 мини и 7 концертных альбомов; а также другие релизы.

## Альбомы

### Студийные альбомы
| № | Название          | Детали |
| - | ----------------- | --- |
| 1 | «Реки времён»     | - Релиз: 6 октября 2005, пересведение: 15 октября 2007 - Лейбл: CD-Maximum - Формат: CD, Цифровая загрузка |
| 2 | «Жить вопреки»    | - Релиз: 1 марта 2011 - Лейбл: Мистерия звука - Формат: CD, Цифровая загрузка                              |
| 3 | «Звёзды и кресты» | - Релиз: 29 сентября 2017 - Лейбл: Navigator Records - Формат: CD, Цифровая загрузка                       |

Другие альбомы
- 1997 — «Смутное время», совместный альбом вокалиста Валерия Кипелова и гитариста Сергея Маврина на стихи поэтессы группы Маргариты Пушкиной, многие песни которого вошли в репертуар коллектива.

### Мини-альбомы
| Название           | Детали                                                                         |
| ------------------ | ------------------------------------------------------------------------------ |
| «Часы Судного дня» | - Релиз: 8 октября 2021 - Лейбл: Moroz Records - Формат: CD, Цифровая загрузка |
| «Весы Судьбы»      | - Релиз: 8 марта 2024 - Лейбл: Moroz Records - Формат: CD, Цифровая загрузка   |

### Концертные альбомы
Все перечисленные записи выходили также в видеоформате.
| № | Название                            | Детали                                                                              |
| - | ----------------------------------- | ----------------------------------------------------------------------------------- |
| 1 | «Путь наверх»                       | - Релиз: 10 августа 2003 - Лейбл: Русский Хит - Формат: CD, Цифровая загрузка       |
| 2 | «Москва 2005»                       | - Релиз: 9 ноября 2006 - Лейбл: CD-Maximum - Формат: CD, Цифровая загрузка          |
| 3 | «V лет»                             | - Релиз: 10 июля 2008 - Лейбл: CD-Maximum - Формат: CD, Цифровая загрузка           |
| 4 | «X лет»                             | - Релиз: 13 декабря 2013 - Лейбл: Navigator Records - Формат: CD, Цифровая загрузка |
| 5 | «55» (запись 2013)                  | - Релиз: 2018 - Лейбл: Navigator Records - Формат: CD, Цифровая загрузка            |
| 6 | «Концерт с Симфоническим оркестром» | - Релиз: 25 сентября 2020 - Лейбл: Moroz Records - Формат: CD, Цифровая загрузка    |
| 7 | «ВТБ Арена. Live 13.07.2024»        | - Релиз: 20 ноября 2024 (видеоверсия 11 октября)                                    |

### Сборники
- 2022 — Легенды русского рока. Кипелов

- 2022 — Margenta: Сон императора (A tribute to Кипелов)

## Синглы

### Макси-синглы
1. 2004 — Вавилон
2. 2009 — На грани
3. 2013 — Отражение
4. 2015 — Непокорённый

### Радио-синглы
1. 2007 — «Талисман (Чёрный ангел)» (музыка Д. Умецкий и Ю. Чернавский, стихи И. Кормильцев)[a][4]
2. 4 февраля 2011 — «Дыхание последней любви»
3. 26 апреля 2017 — «Косово поле»
4. 22 сентября 2017 — «Ледяной дождь»
5. 26 октября 2018 — «Выше»

### Видеоклипы
1. 2003 — Я свободен[5]
2. 2004 — Вавилон[6]
3. 2005 — Я здесь[7]
4. 2007 — Не сейчас[8]
5. 2016 — Непокорённый[9]
6. 2018 — Выше
7. 2019 — Жажда невозможного[10]
8. 2024 — Хранитель света[11]